# Bugojno
Bugojno je općina u Županiji Središnja Bosna u Bosni i Hercegovini.

## Zemljopis
Grad Bugojno prostire se na 366 četvornih kilometara površine. Nalazi se u Skopaljskoj kotlini na 569 metara nadmorske visine, u području gornjeg toka rijeke Vrbasa, između gradova Uskoplja i Donjeg Vakufa (Donjeg Grada). Taj prostor geološko-geomorfološki pripada bosanskohercegovačkim Dinaridima, odnosno najvećim dijelom geotektonskom kompleksu središnjih Dinarida, zoni mezozojskih pretežno trijaskih vapnenaca i dolomita sa srednjobosanskim škriljavim planinama u jezgru: Kalin (1530 m), Rudina (1385 m), Stožer (1662 m) i drugim manjim planinama. Najveći dio grada je na zapadnoj obali Vrbasa. Kod Kule se Vitina ulijeva u Vrbas. Kroz Bugojno teku Duboka i Poričnica, a pritoke Vrbasa su još Gračanica, Vesočnica, Bunta, Drvetinjska rijeka i južnije Vileški potok.

## Povijest

### Prapovijest
Bugojno je relativno novije naselje. U dalekoj prošlosti postojali su tragovi naseljavanja. Iz pretpovijesti datira nešto što se može nazvati naseljem, a datira od 3000. godine pr. Kr. 
Istraživanjima 1980-ih nađeno je kod Kika mnogo mnogo prapovijesne keramike što upućuje na zaključak da je tu bila prapovijesna gradina. Kod lokaliteta Pod, bujao je život prapovijesnih zajednica u eneolitiku, ranom i kasnom brončanom dobu, a potom i željeznom dobu. Kod sela Karadže, na Gomilama, nađeni su ostatci naselja ilirskog plemena Sardeata.

### Rimsko doba
U antici se život seli na Crkvinu (ne onu kod Vesele) ili Grudine. Tu je bila bogato nalazište antičkih, kasnoantičkih i srednjovjekovnih ostataka ostacima građevina, nekropola iz različitih epoha koje je razoreno 2000-ih. Unatoč marljivom arheološkom radu i važnosti 30 godina intenzivnog istraživanog lokaliteta, sve je razoreno asfaltiranjem za veliki parking. Iz starorimskog doba datira vojna utvrda "Ad matricem". Utvrda je sagrađena radi zaštite važnog križanja puteva koji su vodili ovuda. Ovuda je prolazio put koji me vodio iz Dalmacije i Hercegovine za Srednju Bosnu i Panoniju. Rimski su putevi vidljivi i danas, poput kaldrme od Kupreške visoravni prema Prensi (Pruscu). Kod sela Sultanovića, na Gradini, nađeni su ostatci keramike, stakla i metalurških proizvoda. Kod Poda su pronađeni razni predmeti i zdjela, čiji natpis svjedoči o starosti iz 4. st. pr. Kr.

### Srednji vijek
Bugojno se formiralo u srednjem vijeku. Niklo je na lijevoj obali Vrbasa, od davnina poznatoj kao žitorodnoj. Ulogu žitnice izgubilo je tek poslije drugoga svjetskog rata. Teritorij grada Bugojna nalazio se u starohrvatskoj državi u Uskopaljskoj župi. Pogranični grad hrvatsko-ugarske države s dukljanskom državom 1102. godine. Oko 1300. bugojanski kraj je na razmeđu Donjih kraja i Bosne pod hrvatskim banom Pavlom Šubićem. Nakon Zadarskog mira 1358., bugojanski kraj pripada Bosanskoj biskupiji, i Kaločkoj nadbiskupiji u Hrvatskm kraljevstvu i dijelu Hrvatsko-Ugarske države. 1375. unutar bugojanski kraj pripada kustodiji bosanskoj unutar Bosanske vikarije. 1412. kraj je granično područje posjeda Hrvoja Vukčića Hrvatinića i posjeda pod izravnom vlašću bosanskih feudalnih vladara. Još u vremenima srednjovjekovne srednjovjekovne Bosne, ovdje su djelovali franjevci. Puno toga ukazuje na postojanje franjevačkog samostana u Veseloj Straži (danas Vesela kod Bugojna) u 15. stoljeću. Kod lokacije Seone je 18 stećaka. 
2010-ih otkriveni su na lokalitetu Crkvina crkve iz 13. stoljeća, dimenzija 35 m dužine i 20 m širine, zidova od sedre, debelih i do dva metra. Našao ju je mjesni poduzetnik Husein Smajić kopajući oveće umjetno jezero. O nađenim tragovima crkve postoje zapisi, a najstariji iz 1406. godine piše da je u toj crkvi održan kapitul bosanske franjevačke vikarije „od sve Bosne“, koju je pohodio bosanski kralj Stjepan Ostoja. Malo dalje od ostataka crkve je Kik, vrlo strmo uzvišenje Kik, na kojem se nekada nalazio grad Vesela Straža. Kik je proglašen nacionalnim spomenikom BiH, ali ne obuhvaća područje Crkvine. Kod konzerviranih ostataka srednjovjekovne crkve gradit će se od svibnja 2018. nova crkva.  Bio je trgovačkim središtem. Kroz Jajce pored Bugojna uz Vrbas, prema Fojnici i dalje vodio je Bosansko-makedonski put. Uzvodno Vrbasom nalazili su se rudnici srebra, bakra i željeza.
Osmanska vlast dolazi oko pada (središnje) Bosne 1463. godine. 
Bugojno je stvorilo je urbanu tradiciju prije osmanskih vremena, zbog čega je u vremenima austro-ugarske vlasti stekao osobine drukčije od gradova koje je odlikovala višestoljetna povijest orijentalno-islamskog i orijentalno-balkanskog grada. Između sela Gračanice i Kordića sagrađen je grad Susid.
Crkva datira od 5. do 7. stoljeća, vjerojatno benediktinska i druga takva u BiH, po drugima crkva je iz 13. stoljeća a stradala je prije osmanskih osvajanja, između 1414. i 1437.  Utvrda Vesela Straža potrajala je dulje. Iako su ju Osmanlije zauzele nakon pada Bosne, hrvatsko-ugarske snage vratile su ju u protunapadu. Sporazumom 1503. Vesela Straža pripada Turcima, no uskoro joj nestaje trag u povijesnim spisima. 2004. poravnavanjem platoa gdje je bila ta utvrda oštećen je ostatak kule Vesele Straže.
Osmanska vlast ostavila je od znamenitosti Sultan-Ahmedovu džamiju, Rustempašića kulu i  Sulejmanpašića kulu. 1844. je osnovana župa Bugojno. Od župe Gornje Skoplje 1844. odvojena je kao mjesna kapelanija i od tada ima matice. Godine 1858. župa Skoplje je podijeljena na dva dijela: u sjevernom dijelu osnovana je župa Malo Selo (Bugojno), a u južnom župa Skoplje Gornje. Od tada vodi svoje matične knjige. Od osamostaljenja Bugojna godine 1844., župnik neko vrijeme stanuje u iznajmljenoj kući u Malom Selu, da bi uskoro podigao skroman župni stan i kapelicu. Godine 1854. izgrađena je prikladnija kuća, koja je 1922. nadomještena novom. Godine kapelanija Bugojno 1858. proglašena je župom. 1868. franjevci ovdje pokreću svoju pučku školu.

### Austro-Ugarska
Nakon zaposjedanja BiH, sagrađene su katolička Crkva sv. Ante Padovanskog, crkva sv. Ilije Proroka i crkva Prečistog Srca Marijina. Župna crkva je bazilikalnog tipa i najveća je u Bosni uz tolišku. Popisom 1879. godine utvrđeno je da je ovdje bilo oko 2,5 tisuća pravoslavnih, manje nego katolika i muslimana. Gradnja sadašnje župne crkve započela je godine 1879. što je potrajalo dugo vremena. Crkva je pokrivena 1886. godine. Po svojoj arhitekturi ona slijedi bazilikalni tip crkve. Po dimenzijama je, uz tolišku, najveća u Bosni. Zvonik je znatno kasnije izgrađen.
S Austro-Ugarskom došla je i ravnopravnost građana. 20. svibnja 1886. prvi put je zasjedalo Općinsko vijeće Bugojna, u kojem su sudjelovali predstavnici svih naroda koji su u to vrijeme živjeli na području Bugojna. To je prvi oblik parlamentarizma, demokracije i političkog djelovanja kroz državne institucije sustava u bugojanskoj općini. 19. svibnja 2008. donesena je odluka da se 20. svibanj obilježava kao Dan općine Bugojno. Austro-Ugarska shvaćala je nužnost izgradnje prometne infrastrukture radi aktiviranja ekonomski, kulturno i civilizacijski zaostale pokrajine. Radi eksploatiranja sirovina, podizanja kvalitete života stanovništva, omogućavanja uvođenja i korištenja suvremenih civilizacijskih tekovina, ubrzano su gradili prometnice i i željezničke pruge. Zadnjih desetljeća Monarhije kad se osjećala neminovnost novog velikog rata, motive i sredstva iznašlo se zbog vojnih potreba.
Početkom 1891. ministar financija Benjamin Kallay pokrenuo je pitanje gradnje uskotračne željezničke pruge iz doline rijeke Bosne preko Travnika, Donjeg Vakufa i Bugojna do bh.-dalmatinske granice s krakom od Donjeg Vakufa do Jajca. Željeznička pruga, čije se dionice gradile etapno, bila je zemaljsko vlasništvo, pod upravom Direkcije bosanskohercegovačkih državnih željeznica. Izgradivši prugu Bosanski Brod – Sarajevo prišlo se izgradnji 70 km dugog kraka Lašva – Bugojno u dužini 70 km. Etapa od Lašve do Travnika dovršena je 1893. godine. Puštena je u promet 26. listopada 1893. godine i zatim se prešlo na dionicu od Travnika prema Bugojnu. 21. veljače 1894. godine, pola stoljeća nakon osnutka župe, župnik fra Mijo Batinić poziva sestre milosrdnice u župu Bugojno, na što se one odazivaju. Odmah su otvorlie osnovnu školu gdje su bile učiteljice. Škola je proradila 4. ožujka 1894., a sljedeće školske godine i Zabavište, zatvoreno godinu poslije. 14. listopada iste godine, svečano je puštena u rad dionica 40,8 km duge uskotračne pruge Travnik – Bugojno. Vlak se zaustavljao na postajama Travnik, Turbe, Komar, Oborci, D.Vakuf, Kopčić i Bugojno. Uz slavlje prva lokomotiva ušla je u bugojansku željezničku postaju. S Jajcem je Bugojno spojeno prugom 1. svibnja 1895. godine. Dionica je vodila preko prijevoja Komara. Za potrebe ove pruge nabavljena je posebna lokomotiva sa zupčanicima. Planiralo se povezati prugom od Bugojna dalje prema Dalmaciji. Politička previranja odgađala su izgradnju pruge prema Aržanu, čime bi se spojili s drugom dalmatinskom prugom, Split – Sinj, isplaniranu zakonom o dalmatinskim željeznicama 1873. godine. Bila je pripremljena dokumentacija trase izgradnje za prugu Split – Bugojno. Odvojak pruge prema Sinju iz Splita išao bi do Aržana, a onda smjerom Livno – Bugojno prema Sarajevu. Visoka cijena ulaganja također je doprinijela odgađanju projekta. Ni pruga od luke u Splitu prema Sinju nije bila napravljena. Tek 21. prosinca 1898. Carevinsko vijeće Zakonom o željeznicama nižeg reda ovlastilo je vladu da o državnom trošku izgradi prugu od lučkog grada Splita do zemaljske granice kod Aržanog s ogrankom Dugopolje – Sinj, ministar željeznica Wittek 1901. ponovo je urgirao i tek je 1903. napravljena pruga Split – Sinj. Nikad nije u potpunosti realizirana dionica od Bugojna do Splita, koja je izvorno trebala ići kako preko Sinja tako i preko Aržana.
Iz vremena Austro-Ugarske datira prva javna rasvjeta Bugojna. Dotad je bilo izvjesno da su rasvjetu kao i u ostatku Bosne većinom bile svijeće lojanice. Kad je postalo sjedište kotara, situacija se ubrzala. Uvedeno je ulično osvjetljenje petrolejskim svjetiljkama. Petrolejska je javna rasvjeta ostala sve do 1938. godine.
Za vrijeme Austrije na ugledni glas došlo je lovište Koprivnica.
1910. je godine Austro-Ugarska krenula s izgradnjom hidrocentrala i za to napravila 2 km dug cjevovod.
Gradnja je napokon počela 1913. gradnjom tunela ispod Stožera s bugojanske i kupreške strane. Radove je prekinulo izbijanje svjetskog rata. Kasnije se u potpunosti distanciralo od izgradnje veze Sinj – Bugojno.

### Kraljevina Jugoslavija
Malo poslije Prvog svjetskog rata, na mjestu gdje su 2014. pronađeni temelji crkve iz 13. stoljeća, austrijski su ulagači radili ispust za hidroelektranu Bugojno. Onda je pronađen crkveni kalež. Nalazaču je plaćeno za šutnju a neizvjesno je jesu li znali za crkvu. 1922. izgrađena je nova župna kuća.
1927. ponovo je otvoreno zabavište sestara milosrdnica. 
Nakon podjele Kraljevine SHS na 33 oblasti, 1929. je država podijeljena na devet banovina. Bugojanski je srez ušao u sastav Primorske banovine.
Projekt za dogradnju zvonika katoličke crkve načinio je arhitekt Karl Pařik (Paržik) 1936. god. Na njemu su tri zvona.
Nova faza elektrifikacije slijedi kad je Primorska banovina dala koncesiju. Vlasnik električne centrale bio je Mauricije Stapp iz Zagreba. Centrala je koristila snagu potoka Pršljana (odatle HE Bugojno, HE Pršljanica). Odobrenje za izgradnju dano je 1937. godine. Elektrana je proradila 1938. godine. Trafostanice su bile u Bugojnu, kod Kožare i u selu Vesela. Tvrtka je registirana 1940. godine. Konačno preuređenje električne mreže Bugojna i okolnih sela (Poriče, Jaklić, Sultanovići, Donjići) bilo je gotovo 1945.
1939. godine ušlo u sastav Banovine Hrvatske. Sjedište kotara. Bugojanski je kotar bio površine 1.402,83 km2, s 42.947 žitelja, od čega 18.558 katolika, 12.567 pravoslavaca i 11.769 muslimana. Prije izbijanja Drugoga svjetskog rata Hrvati su izgradili Hrvatski dom.

### NDH
U NDH je od 1941. sjedištem kotarske oblasti Bugojna u Velikoj župi Plivi i Rami. Preustrojem iz 1944. bugojanska kotarska oblast ulazi u veliku župu Lašva-Rama, poslije Lašva-Pliva. Njemačko-talijanska demarkacijska linija u NDH prolazila je tik južno od Bugojna, ostavivši Bugojno u njemačku interesnu sferu.
Mjestom bitaka. U srpnju 1942. Crna legija je vodila uspješne akcije na Kupresu i oko Bugojna. U Bugojnu je djelovala oružnička postaja. Za rata su Bugojno napadale snage Pete crnogorske i Prve dalmatinske brigade Treće NOV divizije te dijelovi Prve proleterske divizije (Treća krajiška brigada). Zbog pritiska pobunjeničkih snaga oružnička postaja iz Gornjeg Vakufa iselila se 30. siječnja 1943. i priključila bugojanskoj. Veljače 1943. Treća sandžačka brigada Prve proleterske divizije vodila je borbe oko Bugojna. Prometne su veće bile prekinute, pa je zapovjedništvo V. djel. zdruga s Bugojnom saobraćalo samo krugovalno. 21. veljače snage NDH i njem. snage vratile su G. Vakuf. Bugojanski kraj bio je pod nadležnošću Trećeg domobranskog zbora.

### Druga Jugoslavija
U drugoj Jugoslaviji Bugojno je u NR BiH. Poslije rata u bugojanskom kraju djelovali su kamenjari ili škripari koje je vodio Pero Arapović. 
3. listopada 1945. godine puštena je u promet pruga od Bugojna do Uskoplja. 
1948. godine sestre milosrdnice napustile su Bugojno.
Zbog tradicije uzgoja žita imao je nadimak Žitograd. Ulogu žitnice izgubilo je tek poslije rata. U sveopćoj industrijalizaciji tvornice i poduzeća istisnule su žitnicu. Intenzivna industrijalizacija doista je zaposlila skoro 20.000 radnika. Jedna od prvih poslijeratnih tvrtki u vrijeme kad se sprovodila kolektivizacija zvala se Žitorod, po staroj bugojanskoj tradiciji uzgoja žita. Godine 1950. Titovom odlukom krenula je gradnja vojne tvornice Slavko Rodić. U njoj su se proizvodile uz ostalo i protutenkovske mine, čija je oznaka bila SRB (Slavko Rodić Bugojno). Od čestih ispitivanja razornosti na poligonu u Mačkovcu detonacije su odjekivale po Bugojnu. Od tih detonacija potječe nadimak za Bugojno Pucograd.
Postojeća župna kuća bugojanske župe izgrađena je 1967. godine i dograđena 1990. godine. U sklopu kuće smještena je i vjeronaučna dvorana. U kući se nalazi umjetnička slika G. Jurkića (Sv. Ivan Krstitelj, iz. god. 1940) te jedna skulptura Lj. Antunovića (Skopaljska majka). Kućanstvo vode sestre franjevke. Iste sestre nedaleko od župne kuće imaju i svoj samostan.
Josip Broz Tito, poznat po strasti za lovom, rado je dolazi u Bugojno. Ovdje je imao tri vile. 17 puta je posjetio grad i boravio je 165 dana. 
1972. je godine HRB poslao diverzantsku skupinu kojoj je zadaća bila prva ući u Jugoslaviju i započeti s gerilskim ratovanjem u okolici Bugojna. Cilj je bio dizanje oružanog ustanka za "oslobođenje" Hrvatske. Upad je digao cijeli državni, vojni i policijski vrh Jugoslavije na noge. Mobilizirali su brojne Bugojance, ovamo su neprestano dopremane nove snage, obična vojska i specijalci.
28. svibnja 1972. godine ukinuta je pruga Donji Vakuf – Bugojno – Uskoplje.
Pod konac sedamdesetih godina 20. stoljeća, zvonik je, budući je bio nerazmjeran veličini crkve, dograđen u visinu. Projekt za dogradnju zvonika načinio je arhitekt Karl Pařik (Paržik) 1936. god. Na njemu su tri zvona. U prvoj polovici osamdesetih godina crkva je pokrivena bakrom. U crkvi se nalazi oltar tirolske provenijencije, koga je izradio Franz Schmalzl iz Tirola (St. Ulrich, Gröden). Četiri vitraila Stane Kregara izvedena su šezdesetih godina, a deset vitraila S. Šohaja i rozeta I. Dulčića 1990. godine. U crkvi se nalaze još postaje križnoga puta Josipa Bifela (1984.), slika G. Jurkića Primanje u Treći red (1956.), te oltarna menza Z. Grgića. Unutrašnjost crkve uređuje se po projektu T. Štrausa. Po njegovu su nacrtu izrađene klupe (1990.), te na pobočnoj strani crkve (istok) probijena nova vrata. Meštrovićev brončani kip Sv. Ante Padovanskoga (replika kipa koji se nalazi u crkvi Sv. Ante u Beogradu) postavljen je iznad ulaznih vrata na pročelju crkve. Crkva ima orgulje od 27 registara (graditelj: Jenko, Ljubljana 1979).
Najveći gospodarski i društveni procvat doživio je poslije drugog svjetskog rata. Osobito je bio veliki rast 1970-ih i 1980-ih godina. 1974. godine na čelo općine došao je Stjepan Domaćinović zvani Kokan, koji se već dokazao uspješnim vođenjem Špedicije, koja je postala najveći cestovni autoprijevoznik u SFRJ. Zbog meteorskog uspona grada u njegovom mandatu u gospodarstvenom, infrastrukturnom, urbanističkom, kulturnom, političkom, športskom smislu, i životnom standardu, grad je ponio nadimak Kokangrad. Mladi su ostajali, intelektualci i ini stručnjaci vraćali su se sa studija iz drugih sredina i zapošljavali su se u gradu, stručnjaci iz drugih krajeva države dolazili su raditi u Bugojno, koji je bio najrazvijenija općina u BiH i peti grad po razvijenosti u SFRJ, a omjer zaposlenih prema broju stanovnika bio je najbolji u Bugojnu, koje tada ničim nije oskudijevalo. Kako su se mladi praktično odmah zapošljavali, mogli su sklapati brakove, zasnovati obitelj, dobiti društveni stan pa je ubrzo više od pola grada bilo u dobnoj skupini do 25 godina. U svezi s time je izgradnja zvonika na katoličkoj crkvi pod konac sedamdesetih godina. Dogradnja katoličke crkve ostavila je traga. Tad je postalo najrazvijenija općina u BiH. Zasluga je bila što su visoko kotirani u tadašnjoj vlasti bila dvojica Bugojanaca, Hrvoje Ištuk i predsjednik tadašnjega Saveznog izvršnog vijeća Branko Mikulić. Grad se širio, napredak je bio svakodnevan, neprekidno se gradilo. Zbog brojnih kulturnih spomenika i gradskih ukrasa, a i zbog najveće katoličke crkve u BiH, crkve sv. Ante, nosila je nadimak Mali Rim.
Bile su mnoge tvornice i sve iz Bugojna bilo je zapošljeno. Bugojanski lobi, neformalno udruženje gradana, uz Branka Mikulića na vrhu, bila je piramida s članovima razasuta po zajednici općina, meduprostor su popunjavali republički moćnici. Tu je bio lukavi gradonačelnik Stjepan Domaćinović Kokan, Rafael Primorac, Rodoljub Mikulić i drugi. U Bugojnu su djelovale vojne tvornice Slavko Rodić, – jedno od najvećih vojnih poduzeća u oblasti namjenske industrije, pisaćih strojeva, obuće, kože i tekstila, prehrambena, kovinska industrija, građevinska i šumska poduzeća, hotelsko poduzeće i bogato lovište Koprivnica. Domaći su isticali da je spretni bugojanski lobi uspješno iskoristio Titovu strast za lovom da bi izborio povlastice za svoj grad.
Kod Srba prevladava uvjerenje da su oni podigli Bugojno "do jednog od privrednih čuda bivše domovine". U Bugojnu je svaki četvrti stanovnik bio zaposlen. Prema srpskim izvorima, iako je muslimansko stanovništvo bilo u većini, Hrvati su u Bugojnu bili važniji. Bugojno su tad zvali "mali Rim" i glavnu riječ su Partiji odani kadrovi Branko Mikulić, Rafael Primorac i Hrvoje Ištuk, koji su Titu podigli dvije vile.
Do rata su u Bugojnu bile tri katoličke župe.
13. siječnja 1985. izmjerena je najniža temperatura u Bugojnu ikad: -29,4 Celzijevih stupnjeva.

### Bugojno od osamostaljenja BiH do kraja rata
U Bugojnu su prvo muslimani stvorili ogranak SDA, zatim Hrvati HDZ-a, a Srbi su bili zadnji sa SDS-om. Podjelom vlasti nakon izbora Srbi su dobili samo mjesto potpredsjednika Skupštine i direktora Uprave prihoda pa su početkom veljače 1992. proglasili Srpsku Općinu Bugojno. 
Prema popisu stanovništva iz 1991. stanovništvo općine Bugojno je činilo 19.697 Muslimana, 16.031 Hrvata, 8637 Srba te 2500 ostalih. Ratna opasnost bila je sve izvjesnija i u Bugojnu. Sprega JNA i velikosrpske ideje bila je uočljiva u mjesnoj vojnoj tvornici Slavko Rodić koja je najviše zapošljavala Srbe. U tvornički krug smjelo se ući samo s dozvolom. Znajući za nepovoljno okružje, JNA je planski iznosila sve što se moglo iznijeti iz ove tvornice streljiva. Danima su stotine vojnih kamiona odnosile sve šta se moglo odnijeti. Uskoro i teritorij općine Bugojno dolazi na udar. Srbi, pomognuti materijalno i ljudstvom od Jugoslavenske narodne armije (JNA) započeli su agresiju na gradove i općine u BiH. Već 10. travnja 1992. osvajaju općinu Kupres, susjednu općinu Bugojna, odakle je protjerano hrvatsko i muslimansko stanovištvo. S teritorija Kupresa, i teritorija općine Donji Vakuf, koja je također osvojena od srpskih snaga, vrši se agresija na Bugojno. U svibnju 1992. gotovo cjelokupno srpsko stanovništvo "preko noći" napušta općinu Bugojno. Od sredine 1992. Bugojno trpi učestale srpske napade. Srbi ga granatiraju, a u više navrata Bugojno bombardiraju zrakoplovi. 
Da se ne bi išta iskoristilo iz vojne tvornice streljiva Slavko Rodić, zrakoplovstvo JNA 1992. je ovu golemu tvornicu bombardiranjem pretvorilo u hrpu ruševina.
Titove vile srušene su početkom rata. Pokradeni su namještaj i umjetnine, navodno je iz Titovih vila ukradeno više od 15 milijuna njemačkih maraka. Navodno je HVO "odradio" Goricu, a Srbi Koprivnicu.
Srbi iz Čipuljića i Bugojna su 27. svibnja otišli van preko Mandalca, Garačkih podova i Stožera. Nažalost u tjednima poslije dogodili su se zločini nad srpskim civilima, a u srpskim medijima optužuju Hrvate. Prema srpskim navodima, kuću u Novom naselju Hrvati i Muslimani bili su pretvorili u logor.
Bugojno brane udruženim snagama Hrvatsko vijeće obrane (HVO), koji preuzima linije prema Kupresu, i Teritorijalna obrana (TO), kasnije  Armija RBiH, koja preuzima linije prema Donjem Vakufu.
U rujnu 1992. godine Srbi granatiraju sam grad Bugojno, granate padaju na sklop župne crkve i župnog dvora, zapaljen je crkveni toranj. Do pogoršavanja odnosa između Hrvata i Muslimana dolazi u svim općinama s mješovitim stanovništvom, pa tako i u Bugojnu. Proglašenjem Hrvatske zajednice Herceg-Bosna (HZ HB), Bugojno je, unatoč relativnoj muslimanskoj većini, uvrštena u njen sastav, a Muslimani ne prihvaćaju tu odluku pa na terenu postoje usporedne hrvatske i muslimanske vlasti. Dok u drugim općinama Srednje Bosne i Hercegovine (Prozor, Uskoplje, Novi Travnik, Travnik, Vitez, Busovača, Mostar) u prvoj polovici 1993. započinje hrvatsko-muslimanski sukob, u Bugojnu vlada relativni mir, kojeg narušavaju pojedinačni incidenti.
Siječnja 1993. godine Muslimani preuzimaju vlast u svim gradskim institucijama u Bugojnu. Hrvati su isključeni iz upravljanja općinom, ali HVO još djeluje.
Međutim, u srpnju 1993. incidenti se intenziviraju i 17. srpnja, nakon incidenta na putu između Uskoplja i Bugojna, gdje su ubijena 2 hrvatska civila i odmazde kojom su ubijeni muslimanski vojni policajci iz mješovite ophodnje, započinje otvoreni sukob između HVO-a i Armije RBiH. 
Sljedećeg dana počeo je opći napad Armije BiH na Bugojno. Sukob se odvija na svim dijelovima općine Bugojno. Muslimanske snage, iako višestruko brojnije, bile su slabije naoružane, ali su pomoć dobivali preko međunarodnih snaga koje su morale odigrati promatračku ulogu i razdvajati zaraćene strane. Tim su kanalima dostavljani oružje i krijumčareni mudžahedini. Bolje opremljeni HVO dobio je udarac s leđa. Nepripremljen na napad s leđa od saveznika, imao je lošiji taktički raspored i opadajući borbeni moral, zbog odsječenosti od drugih hrvatskih enklava i Hrvatske pod tihim sankcijama, čime je ubrzo počeo gubiti bitku za Bugojno. U Vrbanji, gdje je rat i počeo, vojnici HVO-a su tijekom nekoliko dana sukoba počinili masakr nad 45 muslimanskih civila. Kroz desetak dana HVO gubi selo po selo, ulicu po ulicu, i ubrzo dolazi u situaciju da biva prisiljen napustiti prostor općine Bugojno. Dana 27. srpnja dolazi do potpunog sloma i vojnog poraza HVO-a te u strahu od odmazde masa od više tisuća bugojanskih Hrvata, vojnika i civila, napušta teritorij općine Bugojno. Sve je dovršeno 28. srpnja 1993. godine. Bošnjačka vojska zauzima grad, u borbama je poginulo 90 pripadnika HVO-a, najmanje 80 civila, na strani Hrvata bilo je najmanje 40 ratnih zarobljenika, oko 350 Hrvata je završio u logorima. Počinje egzodus oko 15 tisuća hrvatskih civila. ARBiH je 2000 Hrvata zatočio u deset logora u kojima su ih zlostavljali i ubijali. Ne zna se sudbina odvedenih 19 najvišepozicioniranih hrvatskih vojnih i civilnih dužnosnika. Tek je dio tijela nestalih godinama kasnije pronalažen na više lokacija.
Tijekom rata bugojanska rimokatolička crkva, najveća u BiH, teško je oštećena a toranj zapaljen.
Grobljanska kapela sv. Ivana Krstitelja i groblje su teško oštećeni i srušeno je 180 nadgrobnih ploča. Pripadnici Armije RBiH podmetnuli su eksplozivnu napravu koja je uništila vitraje i vanjski zid župne crkve sv. Ante Padovanskog.  Dizanjem u zrak crkve, od grabeži i paleži i uništavanjem svega što je činilo od Bugojna Mali Rim, a što nije imalo sveze s ratom, jer to nisu bili vojni ciljevi, otišla je u zrak i sva prijeratna baština, zbog čega je Bugojno već onda postao grad koji propada, što je proces koji se nastavlja sve do danas.

U Bugojnu je nakon egzodusa ostalo oko tisuću Hrvata, od kojih je 300 ljudi zatvoreno u logore Stadion (nogometni stadion NK Iskra), Gimnazija, Salon namještaja, OŠ Vojin Paleksić, Kloster časnih sestara, Muzička škola, BH banka, MUP Bugojno, Šipad, Prusac i drugi. U nekoliko kilometara udaljenom Ravnom Rostovu je bila baza zloglasne 7. muslimanske brigade, odnosno mudžahedina, koji su tada imali bazu na Ravnom Rostovu, gdje ih je posjećivao i sam Alija Izetbegović. Dio tih mudžahedina do danas nije napustio BiH. Iz logora Stadion je odveden 21 Hrvat, a njihova tijela do danas nisu pronađena i vode se kao nestali. Logori su bili higijenski neuvjetni, nedostajalo je hrane, a zatvorenici su stalno trpjeli psihička i fizička maltretiranja, odvođeni su na kopanje rovova, korišteni kao živi štit, podvrgavani prisilnom vađenju krvi i dr. Tek devet mjeseci kasnije, dogovorom u posredstvu međunarodnih snaga, pušteni su na teritorij pod kontrolom HVO-a. Preostali Hrvati na području Bugojna živjeli su pod stalnim strahovima za život i svoju imovinu, nekoliko ih je i ubijeno, a veći dio doživio fizičke napade. Opljačkano je preko 3000 hrvatskih kuća i stanova, a u potpunosti ili djelomično uništeno preko 2500 kuća. Bošnjačko-muslimanske snage počinile su etničko čišćenje nad Hrvatima bugojanske općine. Hrvati koji su ser predali doživljavali su svakodnevna maltretiranja, izgladnjivanja, premlaćivanja, odvođenja na kopanje rovova na prvim crtama bojišnice, prisilna vađenja krvi te odvođenja u nepoznato. I danas je 35 nestalih, od čega 19 logoraša. Bivši nogometaš bugojanske Iskre Josip Kalaica zapisao je da je hrvatska politika gotovo kao da je zaboravila bugojanske Hrvate, dok su ratnih i poratnih godina fratri uvijek bili uz hrvatski narod. Bugojanski su Hrvati pretrpili teške dane.
Visoko povjereništvo UN za izbjeglice u Sarajevu izvijestilo je da je 1. kolovoza 1993. oko 3000 prognanih Hrvata iz Bugojna stiglo u Tomislavgrad. U to vrijeme je svaki zločin nad Hrvatima i Srbima u Bugojnu bio nagrađivan, a počinitelji zločina javno su se hvalili na Radiju Bugojno kada bi ubili “ustašu” i žalili što ih nisu ubili više. Pomoćnika za sigurnost 307. motorizirane brigade Armije BiH Enes Handžić u ono je vrijeme odlučivao o životu i smrti hrvatskih i srpskih zarobljenika, a dio njih likvidirao je nakon što bi od njih uzeo novac, čak i kad su platili da bi otišli na slobodu, nerijetko brutalnom smrću, premlaćivanjem do smrti, a zatim su tijela zatočenika više puta spaljivana da u javnost ne bi izašla istina o načinu ubojstva. U Bugojnu je postojao precizan plan potpunog etničkog čišćenja u koji su bile uključene sve strukture, od vojnih do policijskih, što dokazuje činjenica da je eksploziv za miniranje zvonika crkve sv. Ante nabavljen u bošnjačkoj policiji. Policajci koji su u ratu činili zločine nad Hrvatima i Srbima, još i danas rade u policiji. Za zločine počinjene tokom 1993. i 1994. godine nad hrvatskim civilima i pripadnicima HVO-a, koji su bili zatočeni u različitim objektima na području Bugojna, optuženi su također ratni upravnik zatvora na stadionu Iskre u Bugojnu Nisvet Gasal, Musajb Kukavica i Senad Dautović.
Usprkos tih muslimanskih zločina, bugojanska muslimanska djeca pohađala su bugojansku Prvu osnovnu školu koja je ratnih godina izmještena u Hrvatsku, na Makarsku rivijeru. Prijeratni ravnatelj bio je Hrvat. U toj izmještenoj školi bilo je oko 52 posto bošnjačke djece.
Ratnih je godina bugojanski šerif postao Dževad Mlaćo, koji je suvereno vladao sve do 1999. godine. Prvo ga je visoki međunarodni predstavnik suspendirao, a potom poslao i u političku mirovinu. Smatra se da Mlaćo iz sjene i dalje vlada Bugojnom. Neki su ga vidili kao haaškog optuženika, ali međunarodna politička konstelacija učinila je da je ostao netaknutim.
21. siječnja 1994. bugojanski župnik fra Janko Ljubas izvijestio je dopisnika Večernjeg lista u Livnu da je na gradskom igralištu u Bugojnu zatočeno 300 Hrvata. 31. siječnja 1994. na konvoj humanitarne pomoći za Hrvate u Bugojnu, na prometnici od Uskoplja prema Trnovači, muslimanska vojska otvorila vatru iz tenkova i minobacača, te tako spriječila nastavak puta konvoja.
6. listopada 1994. Predsjedničko vijeće HR Herceg-Bosne na sjednici u Mostaru, na kojoj je kazano kako je svaki drugi Hrvat iz BiH u izbjeglištvu, zaključeno je da od postizanja bečkih i washingtonskih sporazuma, političko-sigurnosno stanje i temeljna ljudska prava u Bugojnu ne odgovaraju političkoj razini dogovaranja i imaju tendenciju stalnog pogoršavanja. 
15. listopada 1994. nakon konzultativnog sastanka hrvatskih zastupnika, izabranih na posljednjim višestranačkim izborima u Općinsku skupštinu Bugojna, zaključeno da hrvatski zastupnici ovog grada prihvaćaju najnovija politička rješenja i da se pridružuju naporima oko provedbe sporazuma i ustavnih rješenja o stvaranju Federacije u BiH. 17. listopada stižu izvješća da maltretiranje bugojanskih Hrvata, pritisci i iseljavanja iz stanova se nastavljaju, pogotovo onih koji su se vratili – iako su čelnici HDZ-a i bugojanski župnik fra Janko Ljubas o tome izvijestili UNPROFOR i civilne vlasti, ništa se nije promijenilo. 18. listopada nakon niza neuspjelih pokušaja, održani su pregovori između predstavnika Kluba hrvatskih zastupnika općine Bugojno i muslimanskih vlasti, te predstavnika SDA tog grada, uz nazočnost UNPROFOR-a. U ultimativnom tonu, muslimanska strana zahtijevala da se na bazi recipročnosti u tu općinu vrati onoliko Hrvata koliko i Muslimana u Stolac i Čapljinu.
Nakn primirja i kraja rata Hrvata i Muslimana, stvaraju se uvjeti za oslobođenje bugojanske općine. Zbivaju se koordinirane akcije prvoj HVO-a i Armije RBiH. Operacijom Cincar od 1. studenog do 3. studenog 1994. godine, oslobođeno je 200 četvornih kilometara, odbačena Vojska Republike Srpske, otvorena cesta Bugojno – Livno i oslobođen Kupres, okolna sela i skoro cijelo Kupreško polje.
Ratnih godina bugojanski župnik bio je Janko Ljubas.

### Poslije rata
Premda situacija tako ne izgleda, kod Međunarodne zajednice i Tužiteljstva tematika stradavanja bugojanskih Hrvata dobro je prisutna. Loše je što mediji i političari slabo prate što je gotovo 17.000 Hrvata istjerano, hrvatska sela popaljena, što nema crkve ili groblja koje nije devastirano i na dokazivanju istine rade samo entuzijasti.
Željko Komšić nešto je pokrenuo. Slavica Terzić je podnijela optužnicu da je riječ o udruženom zločinačkom pothvatu nad bugojanskim Hrvatima i čekalo se da to Sud prihvati.
Nakon bitke za Bugojno, muslimansko-bošnjački osvajači sustavno su uništavali većinski hrvatska sela s ciljem da se Hrvati nemaju više gdje vratiti. Počinili su svetogrđa nad sakralnim objektima, crkve, župne kuće i groblja su uništavani. Razaranja su u gradu i općini nastavljena i poslije rata.
26. ožujka 1996. u Bugojnu je propao pokušaj uspostave prijelaznog općinskog vijeća. 
26. travnja 1996. održan je vrlo važan susret na Petersbergu. Postignut je konkretan dogovor o jedinstvenoj federalnoj policiji, te – što je bilo osobito teško – dogovor o sastavu prijelazne vlasti u Bugojnu, Varešu, Čapljini i Stocu.
24. srpnja 1996. pred zgradom OESC-a u Mostaru održan prosvjedni skup Bugojanaca, koji traže da se razjasni sudbina 26 nestalih Hrvata u Bugojnu.
25./ 27. srpnja 1996. godine su pod toranj župne crkve Sv. Ante nepoznati počinitelji postavili snažnu eksplozivnu napravu koja je detonirala pa su oštećeni sam toranj, župna kuća i zgrada Caritasa. Od siline eksplozije podrhtavao je cijeli grad.
Bugojanski su Hrvati 25. studenog 1994. kod vojnih i civilnih institucija vlasti, podnijeli krivičnu prijavu protiv 440 osoba osumnjičenih za ratne zločine počinjene tijekom 1993. u Bugojnu. Za ratne zločine – ubijanje vojnika i civila, pljačkanje i uništavanje imovine te osnivanje logora Tužiteljstvo BiH je podignulo optužnicu protiv trojice bugojanskih Muslimana, zapovjednika logora Stadion. Oni su u prvostupanjskom procesu 2011. osuđeni za udruženi zločinački pothvat nad bugojanskim Hrvatima, no presuda je poništena i vraćena na ponovljeni postupak. Političke i vojne vođe bugojanskih Muslimana, među njima je najistaknutiji Dževad Mlaćo, nikad nisu procesuirani. Od bugojanskih Hrvata, osuđen je samo Slavko Šakić za ubojstvo i maltretiranje muslimanskog civila u logoru u motelu Akvarijum uspostavljenom za vrijeme intenzivnog sukoba HVO-a i Armije BiH. Za zločin nad civilima u Vrbanji još nitko nije procesuiran. Također, nitko nije procesuiran za zločine nad Srbima te uništavanja srpske imovine u selu Čipuljić.
Za vladavine moćnika Dževada Mlaće Bugojno je toliko dobilo na važnosti da je ovdje Ured visokog predstavnika otvorio posebni ured, samo za ovo područje. Takvu je povlasticu imalo malo mjesta u BiH. Čin nije bio samo formalan. Nakon što je međunarodni predstavnik politički umirovio Mlaću, na mjesto načelnika došao je Mustafa Strukar. Kolovoza i rujna 1999. Ured je predložio Strukaru, ali uz praznu prijetnju smjenom ako ne izvrši naloge, neka odmah osigura školski prostor za hrvatsku djecu te vrati zgradu Hrvatskog doma HKD-a "Napredak". Posebna radna grupa precizirala je da se Hrvatima dade po dvije učionice u Prvoj i Drugoj osnovnoj školi, te četiri u Trećoj osnovnoj školi. Za obnovu škola međunarodna zajednica dala je pomoć posebno za bošnjačku, posebno za hrvatsku stranu, za manjinske povratke. Devet je mjeseci prošlo i ništa se mnogo nije promijenilo. Učenici Hrvati i dalje su na nastavu išli u prostorije Župnog ureda, dok je u Hrvatskom domu i dalje bila Aktivna islamska omladina, koja se u nj uselila 1993., premda je ta zgrada predmet restitucije. Pretkraj 90-ih postignut je sporazum da je HKD Napredak dobio nazad donji kat zgrade. Aktivna islamska omladina napustila je taj kat, a koristia se još uvijek gornjim katom za koji je bilo predviđeno da ga napusti do 20. lipnja 2000. i zgradu vradi Kulturno-športskom centru, zakonitom pravnom nasljedniku zgrade. Mukotrpno razdoblje povrata zgrade ostvareno je sporazumom s tadašnjim Uredom visokog predstavnika u Bugojnu, konkretno s povjerenikom za Bugojno uime OHR-a Ulrichom Bucherom.
10. studenoga 1995. u Daytonu je potpisan sporazum o funkcioniranju hrvatsko-bošnjačke Federacije te potpisani sporazumi hrvatske i bosanske strane o ujedinjenju Mostara i povratku dijela izbjeglica u Stolac, Jajce, Travnik i Bugojno.
4. rujna 1996., tijekom predizbornog promidžbenog skupa HDZ-a BiH u Bugojnu napadnuto vozilo veleposlanika RH u BiH Darinka Bage. 13. rujna 1996., noć uoči izbora, eksplozivom razorena kuća Hrvata Stjepana Vukadina, člana lokalnog izbornog povjerenstva.
Krajem svibnja 1999. godine na groblju Sultanovići u Bugojnu otkriveno je masakrirano tijelo bugojanskog Hrvata kojeg je ubio pripadnik ABiH iz Donjeg Vakufa.
Međunarodni predstavnik Carlos Westendorp izborio je vraćanje stanova Hrvatima. Godine 1999. dolazi do masovnijeg povratka Hrvata u Bugojno, no u Bugojno se vratila tek trećina od prijeratnog broja, a i taj broj se sada smanjuje. Najveći uzrok tomu nije opstrukcija lokalnih vlasti, iako je u početku bila prisutna, nego loša i besperspektivna ekonomska situacija u Bugojnu kao i cijeloj BiH.
Do lipnja 2000. u Bugojno se vratilo oko 5 tisuća Hrvata, a još oko 12.500 prijavilo se na povratak. Bugojno je ipak pod svojevrsnim sankcijama zbog skrivanja sudbine 21 Bugojanca. Srbi su do rata uglavnom živjeli u gradskim naseljima Čipuljić i Sultanovićima. U okolnim selima bilo je Srba u Kopčiću i Vedrom Polju. Za povratak Srba djeluje Udruženje građana srpske nacionalnosti "Povratak". Do rata su Srbi najviše bili zaposleni u vojnoj industriji. Danas ih je tek nešto više od 250 Srba u Bugojnu. 90 posto povratnika je starije od šezdeset godina, a ostali su se rasuli po svijetu. U Republici Srpskoj i Srbiji je oko 5,5 tisuća Srba iz Bugojna, po 300 u Americi i Australiji, a sedmoro ih je u Saudijskoj Arabiji. Srbi su na temeljima porušene pravoslavne crkve podigli novu crkvu. Kad su počeli dolaziti u nju, zapaljena je. Šteta je sanirana, ali su ju vandali onda obili.
Školski sustav u Bugojnu tih godina funkcionira odvojeno za bošnjačku i hrvatsku djecu. Od deset školskih objekata, svi su u rukama Bošnjaka, dok Hrvati imaju školu u Župnom uredu. Bez obzira na to što su Hrvati u Bugojnu financirali izgradnju školskih objekata i najviše pridonijeli prijeratnom razvitku Bugojna, hrvatska djeca nisu dobila ni jedan školski objekt u gradu. Nepostojanje školskih uvjeta otežava povratak Hrvata.
Iseljeni bugojanski Hrvati u Njemačkoj osnovali su svoj nogometni klub u Berlinu. Od 2006. djeluje NK Bugojno.
Prema podatcima katoličkih i pravoslavnih svećenika, na osnovi godišnjeg blagoslova kuća, dosta je opao broj Hrvata i Srba od prijeratnog. Od prijeratnih 16.500 Hrvata, u Bugojnu ih je 2008. bilo svega 4500, od prijeratnih 9000 Srba vratilo se njih samo 300.
Hrvatski predstavnik u bh. predsjedništvu Željko Komšić ipak je nešto učinio za bugojanske Hrvate i potegnuo je nešto na sankcioniranju zločina nad Hrvatima. U jednom je trenutku bilo ostalo svega 800 Hrvata, a i oni su ostali zahvaljujući župniku Janku Ljubosu i njegovoj ekipi, jer im se sve vrtilo oko crkve: škola, ambulanta, ljekarna, dječja igraonica. Da bi izborili nešto za Hrvate, župnik je davao i drugoj strani. Upravnik logora "Stadion" i zapovjednik osiguranja tog logora, ratni i poslijeratni načelnik bošnjačke bugojanske policije, časnik za sigurnost, nekoliko čuvara i pripadnika ABiH osuđeni su na zatvorske kazne, koja im je poslije smanjena. Svi u višoj zapovjednoj strukturi nisu sankcionirani. Hrvati prozivaju visokog državnog dužnosnika BiH, Sandžakliju poznatog po izjavi „Ustašama nikad nisam vjerovao, zato sam otvoreno pripremao svoje ljude za rat protiv njih u Bugojnu“, koji je prema službenom životopisu u Zadru službovao kao časnik JNA – do svibnja 1992. godine, do kad je na Zadar JNA pucala već sedam mjeseci, bio referendum o neovisnosti BiH, Sarajevo su terorizirali srpski snajperisti, a SRJ je već proglašena. Čekajući da pravosuđe obavi svoj posao do kraja, Bugojno je danas duboko podijeljen grad, pa se Hrvati okupljaju u jednom, a Bošnjaci u drugom dijelu grada, u gornjem dijelu oko crkve i Hrvatskog doma koncentrirani su Hrvati, a oko džamije Muslimani, Hrvati ne ulaze u bošnjačke lokale, dok Bošnjaci hoće u hrvatske, ali nema provokacija i ekscesa. Usprkos velikom padu broja Hrvata, župa Bugojno, prema riječima župnika fra Vinka Sičaje, ima i najviše povratnika, oko 3,5 tisuće, Kandija oko 600, 300-tinjak povratnika živi u Glavici, a njih 50-ak u bugojanskom dijelu župe Skopaljska Gračanica. Pretjeranog interesa za povratkom nema. Poneki se Hrvat vrati, ali ima i povratnika koji razmišljaju o odlasku. Teškoj situaciji u Bugojnu pridonijela je službena politika bošnjačke vlade, ali i teška ekonomska situacija i nezaposlenost, koja nije isključivi krivac za to, jer takvo je stanje i u susjedstvu. Smanjenom broju Hrvata u odnosu na predratni, sa 16000 na 4500, pridonijeli su i Hrvati koji danas žive kao podstanari u Livnu, Kupresu ili Tomislavgradu, a ne vraćaju se u Bugojno u kojima im vraćene kuće u Bugojnu stoje prazne, bez obzira jesu li obnovljene ili nisu. Veliki broj Bugojanaca živi u Kninu u tuđim kućama koje im je država dala na korištenje i svi oni žive u nadi da će im Hrvatska dati stan ili kuću, premda u Bugojnu imaju svoje kuće. Većina bugojanskih Hrvata koja je ostala riješila je svoj status i imaju mirovinu.
U usporedbi s obližnjim Uskopljem i Donjim Vakufom, za koje je Bugojno nekad bilo metropola, Bugojno je unazađeno. Ono po čemu je Bugojno bilo prepoznatljivo ugašeno je i nema nijedne tvornice. Dok se u tim gradovima vidi promjena nabolje, čak i u Uskoplju gdje je fizička podjela uvijek bila prisutna, nasuprot Bugojnu gdje je sve bilo izmiješano. Nekadašnji gospodarski div Slavko Rodić, u koji se prije smjelu ući samo uz posebna dopuštenja i propusnice danas je zapušten i u tvornički kompleks nekontrolirano se ulazi te se krade sve što dođe pod ruku, a slično je i u brojnim drugim poduzećima.
U bugojanskoj katoličkoj župi se nalazi i nekoliko podružnih crkava: Drvetine (izgr. 1970. god.; zvonik i prostorija za vjeronauk god. 1988; križni put J. Bifela, slika Sv. Ane I. Radoša), Donji Vakuf (renovirana 1990. god), Guvna (izgr. 1990. god.; slika Sv. Franje Ivice Radoša iz Travnika), Bristovi (izgr. 1990. god.; unutrašnjost oslikao I. Radoš), te osam kapelica i toliko grobalja.
Župa Bugojno je imala 1877. godine 3557 katolika, a 1935. godine 5523. Tijekom vremena od dijelova ove župe formirane su župe Kandija, Gračanica i Glavice. Bugojanska župa imala je 1991. godine 11.000 vjernika (1974.: 9500). Zbog nedavnih ratnih događanja njihov se broj smanjio. Danas župa broji 4360 vjernika. Župu tvore sljedeća naselja: Bugojno, Boganovci, Bristovi, Crnice, Čaušlijc, Čipuljići, Ćehajići, D. Vakuf, Drvetine, Fakići, Gaj, Gmići, Guvna, Jaklići, Jemanlići, Karadže, Kopčić, Kotezi, Kula, Lenđerovina, Lug, Ljubnić, Poriče, Potkraj, Prusac, Rosulje, Švarići, Udurlije, Vesela, Vrpeć i Ždralovići.

## Stanovništvo

### Popisi 1971. – 1991.
| Stanovništvo općine Bugojno |                  |                  |                  |
| godina popisa               | 1991.            | 1981.            | 1971.            |
| Muslimani                   | 19.697 (42,00 %) | 16.214 (40,56 %) | 13.050 (40,96 %) |
| Hrvati                      | 16.031 (34,18 %) | 14.187 (35,49 %) | 12.040 (37,79 %) |
| Srbi                        | 8673 (18,49 %)   | 7458 (18,65 %)   | 6295 (19,76 %)   |
| Jugoslaveni                 | 1561 (3,32 %)    | 1731 (4,33 %)    | 197 (0,61 %)     |
| ostali i nepoznato          | 927 (1,97 %)     | 379 (0,94 %)     | 274 (0,86 %)     |
| ukupno                      | 46.889           | 39.969           | 31.856           |

#### Bugojno (naseljeno mjesto), nacionalni sastav
| Bugojno            |                |                |                |
| godina popisa      | 1991.          | 1981.          | 1971.          |
| Muslimani          | 6878 (30,37 %) | 4719 (28,77 %) | 3382 (36,25 %) |
| Hrvati             | 6836 (30,19 %) | 4695 (28,62 %) | 3447 (36,94 %) |
| Srbi               | 6809 (30,07 %) | 5280 (32,19 %) | 2131 (22,84 %) |
| Jugoslaveni        | 1449 (6,39 %)  | 1511 (9,21 %)  | 173 (1,85 %)   |
| ostali i nepoznato | 669 (2,95 %)   | 197 (1,20 %)   | 196 (2,10 %)   |
| ukupno             | 22.641         | 16.402         | 9329           |

### Popis 2013.
| Stanovništvo općine Bugojno |                  |
| godina popisa               | 2013.            |
| Bošnjaci                    | 24.650 (78,33 %) |
| Hrvati                      | 5767 (18,33 %)   |
| Srbi                        | 376 (1,19 %)     |
| ostali i nepoznato          | 677 (2,15 %)     |
| ukupno                      | 31.470           |

| Bugojno – naseljeno mjesto |                  |
| godina popisa              | 2013.            |
| Bošnjaci                   | 12.338 (79,32 %) |
| Hrvati                     | 2425 (15,59 %)   |
| Srbi                       | 325 (2,09 %)     |
| ostali i nepoznato         | 467 (3,00 %)     |
| ukupno                     | 15.555           |

## Naseljena mjesta
Općinu Bugojno sačinjavaju sljedeća naseljena mjesta :
Alibegovići, 
Barbarići, 
Bašići, 
Bevrnjići, 
Bode, 
Brda, 
Bristovi, 
Brižina, 
Bugojno, 
Ceribašići, 
Crniče, 
Čardaci, 
Čavići, 
Donji Boganovci, 
Drvetine, 
Garačići, 
Glavice, 
Golo Brdo, 
Gornji Boganovci, 
Goruša, 
Gračanica, 
Gredine, 
Grgići, 
Hadrovići, 
Hapstići, 
Harambašići, 
Hum, 
Humac, 
Ivica, 
Jagodići, 
Jazvenik, 
Kadirovina, 
Kandija, 
Karadže, 
Kopčić, 
Kordići, 
Koš, 
Kotezi, 
Kula, 
Kutlići, 
Lenđerovina, 
Lug, 
Ljubnić, 
Maslići, 
Medini, 
Milanovići, 
Mračaj, 
Nuhići, 
Odžak, 
Okolište, 
Pavice, 
Pirići, 
Planinica, 
Podripci, 
Poriče, 
Potočani, 
Prijaci, 
Rosulje, 
Rovna, 
Sabljari, 
Seferovići, 
Servani, 
Skrte, 
Stojići, 
Stolac, 
Šići, 
Šušljici, 
Trge, 
Udurlije, 
Vedro Polje, 
Vesela, 
Vileši, 
Vrbanja, 
Vrpeć, 
Vučipolje, 
Zanesovići, 
Zlavast, 
Zlokuće i 
Ždralovići.
Na popisu 1971. godine postojalo je i naseljeno mjesto Čipuljić. Ovo naselje je na popisu 1981. godine ukinuto i pripojeno drugom naseljenom mjestu. Na popisima 1971. i 1981. godine postojala su i naseljena mjesta: Čaušlije, Koprivnica i Kruševica. Ova naselja su na popisu 1991. godine ukinuta i pripojena drugim naseljenim mjestima. Na popisu 1981. godine postojala su i naseljena mjesta: Bilobučje i Han Luka. Ova naselja su na popisu 1991. godine ukinuta i pripojena drugim naseljenim mjestima. Na popisima 1971. i 1981. godine naseljena mjesta: Donji Boganovci i Gornji Boganovci, činila su jedinstveno naseljeno mjesto Boganovci. 

## Kultura
Školske sestre franjevke Bosansko-hrvatske provincije, žive i djeluju u Bugojnu, u župi sv. Ante Padovanskog. Bugojno je duhovno sjedište Provincije. 1967. godine kupljena je sestrama franjevkama kuća, pripadajuća župi Bugojno, odnosno fojničkom samostanu. Sljedeće godine vrhbosanski nadbiskupski ordinarijat odobrio je otvaranje redovničke kuće Školskih sestara franjevki s polujavnom kapelicom. U srpskoj agresiji 1990-ih u toj su kući bile smještene stare i bolesne osobe, a također i unproforci ali samo neko vrijeme. Sestre franjevke imaju još Kuću sv. Klare, Kuću sv. Marije i treću kuću za smještaj sestara.
U bugojanskoj župi sv. Ante Padovanskog su crkve i kapele: kapela na gradskom groblju u Sultanovićima, kapela u Čaušlijama, crkva u Guvnima, kapela od sedre u Veseloj, crkva u Drvetinama, crkva u Bristovima, crkva u Donjem Vakufu, kapela na Lenđerovini i kapela u Svilenu. Od 1999. djeluje FRAMA Bugojno.
U Bugojnu se održava kazališni festival Teatar Fedra od 1972. godine.
19. srpnja 2014. simboličkim presijecanjem vrpce predstojnica Državnog ureda za Hrvate izvan Republike Hrvatske Daria Krstičević otvorila je Hrvatski dom u Kandiji. Godine 2016. obnovljen je Hrvatski dom u Bugojnu.
HKD Napredak podružnica Bugojno u Bugojnu održava manifestaciju "Napretkovi lipanjski dani kulture".

## Gospodarstvo
U Bugojnu su djelovale vojne tvornice Slavko Rodić, tvornica pisaćih strojeva UNIS, kože i tekstila, prehrambena, kovinska industrija, hotelsko poduzeće i bogato lovište Koprivnica. Danas je u Bugojnu šest tvornica obuće. Tvornica Slavko Rodić, prije rata zapošljavala je 3500 ljudi. Pred rat jugoslavenske su snage iznijele svu pokretnu vojnu opremu. Proizvodni program zasnivao se na streljivu svih formata, od upaljača i kapisla za minobacače i topove do mina i kasetih i ručnih bomba, danas je preimenovana u Alatnicu Bugojno. Privatizirana je, većina radnika otpuštena, a tvornica je pred zatvaranjem.

## Poznati ljudi
- prof. emeritus Ahmed Mutevelić, redovni profesor Veterinarskog fakulteta u Sarajevu.
- Vlatko Marković, nogometni dužnosnik
- Stjepan Tomas, nogometaš, hrvatski reprezentativac
- Tomislav Piplica, nogometaš, bosanskohercegovački reprezentativac
- Ermin Zec, nogometaš, bosanskohercegovački reprezentativac
- Ivo Tvrtković, pjesnik
- Zdenko Antunović, pjesnik
- Jasmin Duraković, scenarist, dramski pisac
- Vlatko Glavaš, nogometni trener
- Esad Duraković, akademik
- Antun Lučić, književnik i profesor Sveučilišta u Mostaru
- msgr. don Toma Lučić, rektor crkve sv. Vlaha u Dubrovniku
- Ante Škegro, povjesničar
- Vladimir Bayer, pravnik, profesor i dekan na Pravnom fakultetu u Zagrebu
- Stipo Ledić, akademski kipar
- prof.Namir Haračić, profesor i upravitelj za upravna prava
- Nela Lučić, glumica
- Ivan Mršo, svećenik, "apostol Istočne Bosne"[75]
- Antonela Anić, košarkašica
- Mehmed Alispahić, nogometaš, bosanskohercegovački reprezentativac
- Alen Orman, nogometaš, austrijski reprezentativac
- Ranko Stojić, nogometaš, jugoslavenski reprezentativac
- Sulejman Bosto, filozof i prevoditelj
- Mahmut Bušatlija, narodni heroj Jugoslavije
- Zenit Đozić, glazbenik, humorist, TV-producent
- Iljas Hadžibegović, povjesničar, dobitnik Republičke nagrade za znanost Veselin Masleša
- Melika Mahmutbegović, političarka, potpredsjednica FBiH
- Stipe Đerek, narodni heroj Jugoslavije
- Otmar Kreačić, narodni heroj Jugoslavije
- Vojin Paleksić, narodni heroj Jugoslavije
- Hamdija Jusufspahić, reisul-ulema Islamske zajednice Srbije
- Hrvoje Ištuk, političar
- Srđan Praljak, rukometaš i rukometni trener
- Viktor Dundović, književnik
- Stjepan Domaćinović Kokan, gospodarstvenik, političar i športski radnik
- Nedeljko Bilkić, pjevač
- Akademik Mirko Zelić, profesor u miru na Rudarsko-geološko-naftnom fakultetu Sveučilišta u Zagrebu.

## Spomenici i znamenitosti
Zbog obilja spomenika i urbanih dekorativnih elemenata grad je nekad nosio nadimak Mali Rim:
- Crkva sv. Ante u Bugojnu, najveća katolička u Bosni i Hercegovini.
- Kružni spomenik na ulazu u Bugojno iz smjera Donjeg Vakufa, koji simbolizira rast Bugojna.
- Brončani kip Dječaka s ribom u Gradskom parku, u središtu velike fontane. Spomenik je ukraden.
- Sara fontana iz vremena prije 2. svjetskog rata a nekad je bila ispred starog hotela „Grof“ na mjestu današnjeg hotela „Kalin“.
- Na Partizanskom groblju bila su tri brončana kipa trojice narodnih heroja. Spomenike su imali Vojin Paleksić, Mahmut Bušatlija i Stipo Đerek.
- Veliki središnji spomenik od bijelog makedonskog mramora, mase 16 tona. Godine 1994. sramotnim urbicidom vandalski uništeno bagerom.
- Ispred hotela Kalin mramorni kip Ljubavnog para.
- Ispred Gimnazije brončani kip Mahmuta Bušatlije. Gimnazija se svojevremeno zvala po njemu.
- Ispred Upravne zgrade Gorice brončani kip Kupačice.
- Kod crkve sv. Ante fontana u čijem središtu je mramorni kip otvorene školjke.
- Ispred nebodera kod policijske postaje veliki mramorni kip strijeljanog Rodoljuba. Vandalski uništena 1994. godine.
- Ispred KSC-a velika kamena kugla.
- U naselju Lamele fontana s dva brončana kipa Dječaka i djevojčice.
- Preko puta starog Zdravljaka mala fontana.
- Ispred zgrade RVI-ja (nekad muzejske galerije) veliki stećak.
- Ispred Općine figura Čitačice.
- Ispred Kožare brončani kip Perača kože.
- Ispred motela Akvarijum mramorni kip šahovske figure topa

## Obrazovanje
Gimnazija Bugojno osnovana je 17. studenog 1945. godine. Tijekom rata nastava se odvijala u podrumima, sve do školske 1996./97. godine. Gimnazija nosi ime Mahmut Bušatlija, po narodnom heroju Jugoslavije.
Od školske 2001./02. godine u Bugojnu djeluju istureni odjeli Srednje škole Uskoplje gdje se nastava izvodi na hrvatskom jeziku.
U Bugojnu djeluje Dječji vrtić karitativne ustanove franjevačke provincije Bosne Srebrene Kruha sv. Ante.

## Šport
Šport:
- NK Iskra
- NK Sport Prevent
- NK Vrbas[79]
- NK Zrinjski[80]
- NK Radnički[81]
- MRK Iskra
- ŽRK Gorica
- KK Bugojno
- KK Basket Time
- KK BHN
- Karate klub Bugojno
- KK Iskra Bugojno
- Karate klub Futura
- STK Bugojno
- ŠK Iskra
- Taekwondo klub Bugojno
- SRD Bugojno
- Klub sjedeće odbojke Iskra
- Klub sportova na vodi Vrbas Bugojno
- NK Bugojno Berlin e.V., nogometni klub bugojanskih iseljenika

Od 1978. do 1986. u Bugojnu je održavan poznati međunarodni velemajstorski šahovski turnir.
Od 1996. održava se Memorijalni turnir u malom nogometu - Admir Ljubuškić Šutak. Od 2017. održava se nogometni turnir Trofej grada Bugojna.

## Vanjske poveznice
- Službena stranica općine Bugojno  Arhivirana inačica izvorne stranice od 11. veljače 2021. (Wayback Machine)
- MojeBugojno.net  Arhivirana inačica izvorne stranice od 18. prosinca 2021. (Wayback Machine)
- Župa sv. Antuna Padovanskog  Arhivirana inačica izvorne stranice od 16. svibnja 2017. (Wayback Machine)